# Asarum shuttleworthii
Asarum shuttleworthii Britten & Baker f. – gatunek rośliny z rodziny kokornakowatych (Aristolochiaceae Juss.). Występuje naturalnie w południowo-wschodnich Stanach Zjednoczonych – w Missisipi, Alabamie, Georgii, Karolinie Południowej, Karolinie Północnej, Tennessee, Kentucky oraz Wirginii Zachodniej. 

## Morfologia
LiścieMają kształt od okrągłego do sercowatego.
KwiatyOkwiat ma dzwonkowato dzbankowaty kształt i dorasta do 1,5–4 cm długości oraz 1,5–2,5 cm szerokości. Zalążnia jest górna.
Gatunki podobneRoślina jest podobna do gatunku A. arifolium, ale różni się od niego kształtem liści oraz kształt i wielkością kwiatów.

## Biologia i ekologia
Rośnie na bagnach oraz w podmokłych lasach, na glebach o kwaśnym odczynie. Występuje na wysokości do 200 m n.p.m. Kwitnie od kwietnia do czerwca.